# Luigi Cremona
Luigi Cremona, född den 7 december 1830 i Pavia, död den 10 juni 1903 i Rom, var en italiensk matematiker.
Cremona deltog såsom frivillig i resningen mot österrikarna 1848-49 och studerade därefter vid Pavias universitet med matematikern Francesco Brioschi som lärare. Sedan han åtskilliga år verkat som gymnasielärare, blev han 1860 professor vid Universitetet i Bologna och 1866 vid tekniska högskolan i Milano, varifrån han 1873 kallades till professor i högre matematik vid universitetet i Rom och till föreståndare för därvarande ingenjörskola, med uppdrag att omorganisera denna anstalt. 
Han ägnade sig främst åt att utveckla den projektiviska geometrin och den grafostatiken, vilka läroämnen han införde i den tekniska undervisningen. Av stor betydelse är även hans arbeten inom teorin för den så kallade birationella transformationen av kurvor. Han strävade ständigt efter att åskådliggöra de analytiska processerna medelst geometriska sådana och lät härvid de senare få hedersplatsen.
Han utsågs 1879 till ledamot av italienska senaten och hade även säte i högre undervisningsrådet. Han var 1–29 juni 1898 undervisningsminister under Antonio di Rudinì. Cremona rönte den sällsynta utmärkelsen att kallas till utländsk ledamot av Royal Society i London. År 1901 blev han ledamot av svenska Vetenskapsakademien.
Nedslagskratern Cremona på månen är uppkallad efter honom.